# Osmia melanogaster
Osmia melanogaster är en biart som beskrevs av Maximilian Spinola 1808. Osmia melanogaster ingår i släktet murarbin, och familjen buksamlarbin.

## Underarter
Arten delas in i följande underarter:
- O. m. melanogaster
- O. m. subaenea